# Drive (Tiësto)
Drive è un album in studio del DJ olandese Tiësto, pubblicato il 21 aprile 2023 dalla Musical Freedom e Atlantic.

## Tracce
1. Chills (LA Hills) (with A Boogie wit da Hoodie) – 3:03
2. The Motto (with Ava Max) – 2:44
3. 10:35 (featuring Tate McRae) – 2:52
4. The Business – 2:44
5. All Nighter – 2:14
6. Hot in It (with Charli XCX) – 2:09
7. Pump It Louder (with Black Eyed Peas) – 2:38
8. Learn 2 Love (vocals by Hayley May) – 2:13
9. Don't Be Shy (with Karol G) – 2:20
10. Bet My Dollar (with Freya Ridings) – 3:24
11. Back Around (with AR/CO) – 2:55
12. Lay Low (vocals by Halvor Folstad) – 2:33
13. Yesterday (bonus track) – 2:20

## Classifiche

### Classifiche settimanali
| Classifica (2023) | Posizione massima |
| ----------------- | ----------------- |
| Italia            | 48                |
| Regno Unito       | 34                |
| Stati Uniti       | 87                |

### Classifiche di fine anno
| Classifica (2024) | Posizione |
| ----------------- | --------- |
| Portogallo        | 83        |
| Ungheria          | 99        |